# Clares
Clares és un poble de la província de Guadalajara a la comunitat autònoma espanyola de Castella-La Manxa.